# 新和英大辞典

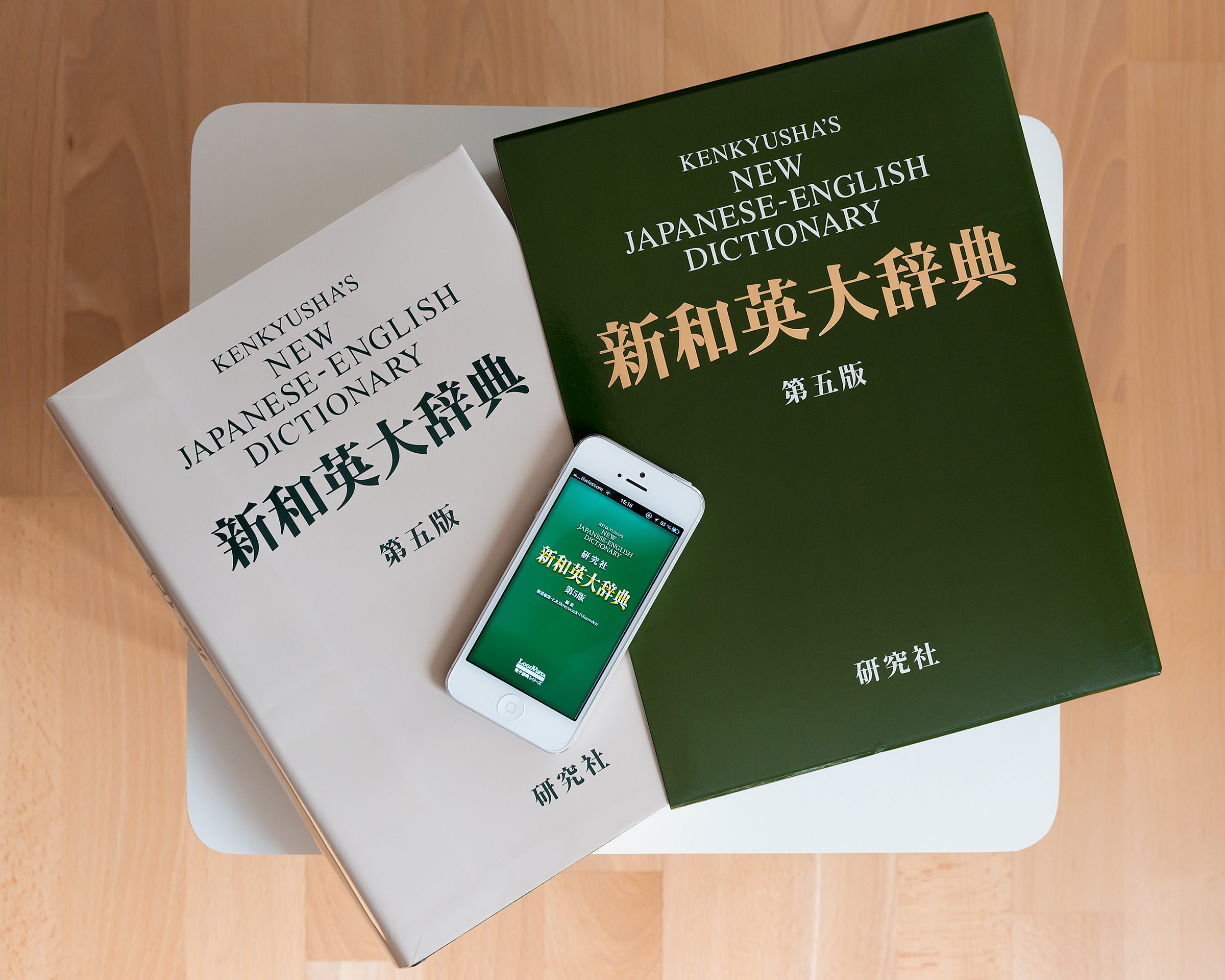
研究社『新和英大辞典』第五版（背革装）とiPhone 5で動作するそのiPhoneアプリ版

新和英大辞典（しんわえいだいじてん、英: Kenkyūsha's New Japanese-English Dictionary）は、研究社が発行している和英辞典。初版は1918年（大正7年）に刊行された。翻訳家や学者、専門家らの間でも愛用され続けているこの辞典は、その深緑色の装丁から、英語圏ではGreen Goddess (GG) の愛称でも知られる。
最新版の第五版は2003年（平成15年）に刊行され、3000ページ近くの単一巻に約48万項目（約13万の見出し語と約10万の複合語、そして約25万の用例）を収録している。ほぼ全ての語に英語の訳文が添えられている。第五版の編集者は、渡邉敏郎、Edmund R. Skrzypczak、Paul Snowdenである。
書籍版に加えて、CD-ROM版（EPWING形式）とオンライン版（KOD）のほか、iPhone・iPad向けアプリや電子辞書にも提供されている。このうち電子辞書については、一般的にフラッグシップモデルに収録されていることが多い。
同シリーズの英和辞典として新英和大辞典があり、そちらは第六版が最新版で、見出し語数は約26万語である。

## 歴史
1918年（大正7年）に、武信由太郎の編集により、初版となる『武信和英大辞典』が出版され、日本の辞書学界に金字塔を打ち立てた。第一線で活躍する学者の助力や支援をもって、約5年間の編集期間を経て完成した初版は、研究社がまだ小さな学術書出版社であった頃に出版された。この「武信」和英大辞典は、当時最も権威ある和英辞典であり、研究社の学術書出版社としての名声を確固たるものとした。
1931年（昭和6年）には大改訂が行われ、これまでの見出し語の記述が拡張されたり、新語が追加されたりした。イギリスの外交官ジョージ・サンソムは、後に日本に関する歴史学者として著名になるのだが、この版において、主な寄稿者・編集者として名を連ねた。絶え間なく進化する日本語と英語の本質を追うように、1920年代には、さらに他の二社から和英辞典が競って出版された。竹原常太編『スタンダード和英大辞典』（宝文館、1924年刊）と斎藤秀三郎編『和英大辞典』（日英社、1928年刊）である。両方とも、規模の上では、研究社の『新和英大辞典』初版を上回っていた。おそらくこの状況がこれらの改訂を進める大きな原動力となったであろうと思われる。この第二版の刊行をもって、題名が研究社『新和英大辞典』となった。第二次世界大戦中、米国と英国で信頼の置ける組織（ハーバード大学極東言語学部を含む）が、戦争遂行のために新和英大辞典の海賊版を製作した。
太平洋戦争が原因で、当辞典の改訂は1949年（昭和24年）まで20年近く行われることはなかったが、連合国軍の占領を受けて、英語からの新しい借用語を多く取り入れることが決定した。5年間の改訂作業の後、研究社は第三版を1954年（昭和29年）に刊行した。第三版を出版した頃に始まり、1974年（昭和49年）に第四版を出版するに至るまでの間、編集者らは当辞典をより学術的なものにしようと試み、英語文献（特に文学作品）から英語表現を引用することにした。しかし、これは結果的に不自然な日本語や英語となり、どこかぎこちない表現となってしまった。編集者らは新版のためにこの実践を諦めて、第五版では日本語のネイティブスピーカー（母語話者）にとっても英語のネイティブスピーカーにとっても自然に聞こえるように配慮された。

### 版の履歴
- 1918年（大正7年） - 初版刊行（編集・執筆：武信由太郎）
- 1931年（昭和6年） - 第二版刊行（編集主幹：武信由太郎）
- 1954年（昭和29年） - 第三版刊行（編集主幹：勝俣銓吉郎）：項目はローマ字見出し（修正ヘボン式）のアルファベット順。米国をはじめとする海外における修正ヘボン式表記の権威となった版。
- 1974年（昭和49年） - 第四版刊行（編集主幹：増田綱）：見出し語8万・複合語10万・用例5万を収録し、項目はローマ字見出しのアルファベット順。
  - 1995年（平成7年） - 同社オンライン辞書サービスにて第四版の電子版を提供開始[4]。
  - 2001年（平成13年）1月 - 第四版EPWING版（CD-ROM版）を発行[5]。
- 2003年（平成15年）7月 - 第五版刊行（編集：渡邉敏郎・Edmund.R.Skrzypczak・Paul Snowden）ISBN 978-4-7674-2016-5（背革装）ISBN 978-4-7674-2026-4（並装）：見出し語13万・複合語10万・用例25万を収録し、項目はかな見出しの五十音順。
  - 2004年（平成16年）
    - 3月[6] - 第五版の電子版を研究社オンライン・ディクショナリー（KOD）にて世界初公開[4]。いわゆる『KOD 和英』[7]。
    - 9月 - 第五版EPWING版（CD-ROM版）を発行[8]：時事用語・コンピュータ用語など約6200語を増補[9]。

  - 2005年（平成17年）6月 - セイコーインスツル（SII）の電子辞書に初収録[10]。
  - 2007年（平成19年） - 創業100年記念事業の一環として、電子増補版をリリース：新語・追加用例を約35,000追加した約515,000項目の増補版[7]。以降、SII製品には電子増補版を収録。『KOD 和英』の増補・改訂とともに電子増補版も随時更新。
  - 2008年（平成20年）7月 - 『新和英大辞典・プラス』刊行（編集：渡邉敏郎・Stephen Boyd ほか）ISBN 978-4-7674-2027-1：第五版発行後にCD-ROM版やオンライン版に追加された新語・世相語など約4万語を補遺[11]。
  - 2009年（平成21年）5月 - iPhone OSアプリ版がロゴヴィスタよりリリース[12]。
  - 2021年（令和3年）12月 - iOS/iPadOS/macOSアプリ版が物書堂よりリリース：書籍版の内容に『KOD 和英』から見出し語・複合語を約87,000と用例を約7000追加し、記述本体も加筆・修正された約574,000項目の電子増補版[13]。

## 特徴
1974年発行の第四版と比較して、第五版では定義の数がおよそ29万項目から48万項目まで劇的に増加した。さらに、見出し語の配列方式が「ローマ字見出し」方式から「かな見出し」方式へと変更され、現在の日本の辞典や百科事典で広く用いられているものと同様になった。この変更は、当辞典の使用者の大多数は日本語を母語とする人たちであるという事実に反応したもので、これらの人々にとって「かな見出し」方式でより快適に辞書を引けるように設計された。
その他の新しい特徴: 
- カタカナ語やオノマトペを多く収録。（例: ペラペラ、ニコニコ等）
- 俗語やポピュラー文化に関する語を多く収録。（例: オブラディ・オブラダ）
- 専門用語、科学技術で用いられる語（特に近年のインターネットブームで広まった語彙）を多く収録。
- 有名な人物、名所、芸術作品、文学作品等の名前を多く収録。
- 最新の言葉や慣用的な表現を英語で説明。これは、旧版よりも多くの英語のネイティブスピーカーが編集に加わって作業したことにより実現したもの。

定義自体も改訂され、より詳細に記述された。これには、しばしば例文を含む。
- 例えば、「オフ・シーズン」に充てた定義は、英語から借用されたカタカナ語で、次のような例文がある:

オフ・シーズンにはそのホテルはぐっと安くなる。The off-season rates are much lower at that hotel.
さらに、「馬」や「サッカー」の項では、図や表を伴って説明される。
巻末には、様々な役立つ情報を付録として収録している。これらには、日本国憲法（全文）、石器時代にまで遡る日本史年表、メソポタミア、ナイル川、インダス川、黄河で発達した初期の文明まで遡る世界史年表、通信文・名刺・広告書式例（手紙、電子メール、名刺、プログラム、募集・就職広告例）、日本の官公庁一覧、英米政府機構、漢字の中国音表記法、自衛隊・軍隊の階級表（自衛隊、旧日本軍、アメリカ軍、イギリス軍）、各国の通貨一覧、度量衡複式換算表が含まれる。
当辞典のオンライン版は有料で利用できる。なお、オンライン版は月に一度程度のペースで改訂されており、新しい語が追加され続けている。